# Leonel Maciel
Leonel Maciel (21 de marzo de 1939) es un artista mexicano, miembro del Salón de la Plástica Mexicana, de la costa del estado de Guerrero. Fue de familia de ganaderos y a pesar de que nació en un área rural, estudió arte en la Escuela Nacional de Pintura, Escultura y Grabado "La Esmeralda" Ha viajado a Europa y Asia, lo que ha influido mucho en su trabajo.  El estilo de su arte ha tenido muchos cambios, desde arte con múltiples elementos hasta con gran saturación de colores.

## Vida
Leonel Maciel nació en un pequeño pueblo de La Soledad de Maciel, ubicado en el municipio de   Petatlán, Guerrero en la Costa del Pacífico de México.  Nació en una familia de trabajadores agrícolas en una palapa cerca del océano. Su familia tiene orígenes africanos, asiáticos e indígenas, común para esa región, la Costa Grande de Guerrero. Maciel es un hombre de complexión delgado y alto, siendo esta la complexión de toda su familia, afirmando que sus Bisabuelos median alrededor de dos metros y más. Una de ellas fue Margarita Romero, llamada La Negra Margarita, cuyo origen étnico era de raíces africanas e indígenas.
Pasó su infancia en playas y entre mangroves. Comenzó a dibujar y a pintar a temprana edad, siendo su padre el que lo animaba e impulsaba a pesar de que la región no poseía una tradición artística.  De igual manera, su padre también le enseñó a apreciar la literatura, por lo que Leonel se convirtió en un aficionado a la Literatura Hispano-Americana, a su vez, a literarios como Alejo Carpentier, Pablo Neruda y Miguel Ángel Asturias, quienes influenciaron su expresión en el arte.
Asistió a la escuela primaria durante cuatro años, y a los diez años fue a la Ciudad de México donde siguió con sus estudios hasta la secundaria, pero él no estudió arte a pesar de que había estado dibujando desde que era un niño. En lugar de eso, se dedicó a realizar trabajos ocasionales y vendió diversas obras que el mismo había pintado o dibujado. Estos dibujos llamaron la atención de la Escuela Nacional de Pintura, Escultura y Grabado “La Esmeralda”, lugar donde recibió una beca, y puedo estudiar de 1958 a 1962.
Leonel Maciel cree que es necesario para un artista el hecho de ver cuanto más se pueda del mundo, a su vez, el hecho de exponerse ante otros artistas así como conocer las obras de estos.  Sus primeros viajes fuera de México incluyen Nueva York e Iceland, donde observó una aurora borealis. También pasó tres años en Europa, pero no utilizó este tiempo para visitar museos o conocer nuevos artistas. En 1995, realizó un viaje de 8 meses en continente Asiático, en países como India, Bali, Tailandia, China y Malaysia así como las diversas islas del Pacífico. Elementos de lo que pudo apreciar durante este viaje fueron incluidos en sus obras de arte.
En 2007 trabajó en un proyecto con el propósito de documentar la cocina de su región natal, lo cual lo inspiró a realizar una serie de pinturas.
Vivió en Tepoztlán desde 1980 hasta 1990, y actualmente vive en su estado natal, Guerrero.

## Carrera
Maciel ha tenido más de cuarenta exhibiciones, entre individuales y colectivas, de sus obras en países como Brasil, Francia, Estados Unidos y Portugal, así como en México. Su primera exhibición individual fue en Galería Excélsior en 1964. Entre sus otras exhibiciones individuales se encuentran la Galería Plástica de México en la Ciudad de México (1964), Salón de la Plástica Mexicana (1970), Reykjavik Museum of Contemporary Art (1971), Galería Segrí en Nueva York (1972), Instituto Francés de América Latina en la Ciudad de México (1972), Galería Uno en Puerto Vallarta (1974), Polyforum Cultural Siqueiros (1974,1981), Museo Mexicano de San Francisco (1974), Museo Picasso de Antibes en Antibes, Francia (1979),  Galería Aura en la Ciudad de México (1983), Museo de Arte Contemporáneo en Morelia (1984, 1996), Palacio de Bellas Artes  (1985), Galería Alan Scott en Nueva York (1986), Casa del Lago en la Ciudad de México (1988), Hospicio Cabañas en Guadalajara (1990), Museo de Santa Teresa en la Ciudad de México (1990), Galería Alberto Misrachi en la Ciudad de México (1993, 1995), Galería Irma Valerio en Zacatecas (1994), Centro Cultural San Antonio en Texas (1996), Museo Guadalupe Posadas en Aguascalientes (1999) y Taller Siqueiros en Cuernavaca (2000), Museo de la Ciudad de México (2003), Museo Mural Diego Rivera (2011) y Museo Nacional de San Carlos en 2011.
Entre sus exposiciones colectivas importantes se encuentran “Art-Expo” en Nueva York, “Erótic ’82” en la Galería José Clemente Orozco y Pintores Mexicanos Contemporáneos en el Museo Picasso en Antibes, Francia. Participó en el “Myth and Magic of Latin America Biennal” en Río de Janeiro en 1979.
Sus obras se pueden encontrar en las colecciones del Museo de Arte en Havana, el Museo de Arte Contemporáneo en Managua, Nicaragua, el Museo de Arte Moderno en Reikiavik y el Museo de Arte Moderno en la Ciudad de México.
Maciel ha hecho ilustraciones para libros para niños y cuentos cortos, así como para los trabajos de Francisco Hinojosa, Nicole Girón y Susana Dubin. También ha diseñado escenografía y vestuario para teatro.
Entre los reconocimientos que ha recibido por su obra se encuentran la membresía en el Salón de la Plástica Mexicana, exhibiciones en el Museo del Carmen en la Ciudad de México (2001) y el Museo de la Ciudad de México (2003). En el 2007 se le realizó una ceremonia en su honor en su municipio natal.

## Vida artística
Maciel empezó su carrera artística en 1950, y como muchos más de la Generación de la Ruptura decidió abandonar el muralismo por la libertad de expresión. Raúl Anguiano lo clasificó como “uno de los grandes” llamándolo uno de sus discípulos.
Maciel se define a sí mismo como un pintor hedonista que cree que el sufrimiento no debe de regir a la existencia humana, sino más bien el erotismo, la celebración, el juego, la risa o en otras palabras, la felicidad de vivir. Él trato de transmitir eso a través de sus pinturas. Dicho artista es citado por la frase “Lo que es hermoso en la vida, a veces es expresado en color, otras veces en movimiento y algunas veces en el significado de objetos, plantas o animales.” Incluso, generalmente las cosas serias pueden tener elementos de ironía. Maciel hizo varias series basadas en la Pasión de Cristo, pero las imágenes no son siempre solemnes como en las representaciones tradicionales.
Sus obras generalmente contienen una serie de elementos que a menudo están saturados en color y que están relacionados con el Realismo mágico.  Maciel ha cambiado de estilos con frecuencia y a veces abruptamente, a veces trabaja con obras que muestran la influencia africana, otros el estilo tradicional y académico y otros usando una coloración simbólica e incluso utilizando el hiperrealismo. Una de las razones de esto es la experiencia que vivió viajando, por ejemplo, la inclusión de elementos asiáticos en su trabajo después de viajar a dicho lugar en los 90. Su trabajo varía de lo abstracto a lo figurativo; haciendo experimentos con materiales debido a su formación académica.